# Stationnement alterné
Ne doit pas être confondu avec Stationnement.
Stationnement alterné est l'adaptation française, par Stewart Vaughan et Jean-Christophe Barc (ca), de la comédie Run for Your Wife de l'auteur britannique, Ray Cooney. Une adaptation québécoise de la même pièce a également été réalisée sous le titre Haute Fidélité.

## Synopsis
Cette comédie de boulevard raconte l'histoire de Jean Martin, chauffeur de taxi, marié « malgré lui », à deux femmes. Pour mener sa double vie, il tient un agenda méticuleux. Quand il intervient en faveur d'une vieille dame agressée dans la rue, il reçoit un coup sur la tête, et se trouve à l'hôpital. À sa sortie, son emploi du temps se trouve complètement bousculé. S'y mêlent deux policiers, l'un et l'autre de chacun des deux quartiers qu'il habite.

## Pièce originale
La pièce originale, intitulée Run for Your Wife, a été créée en avant-première à Guildford le 26 octobre 1982 à The Yvonne Arnaud Theatre. Elle est par la suite créée dans le West End le 29 mars 1983 au Shaftesbury Theatre.

## Adaptation française
Stationnement alterné est créée au théâtre de la Michodière le 6 octobre 2005, et y est jouée 267 fois, avant de partir en tournée.
Il s'agit non pas d'une simple traduction, mais d'une adaptation avec transposition de l'action en France.
Le texte de la pièce a été publié par le théâtre L'Avant-scène en décembre 2005,
Les droits de la pièce (professionnel et amateur) sont gérés par la Société des Auteurs et Compositeurs Dramatiques.

### Équipe créative
- Metteur en scène : Jean-Luc Moreau
- Décor : Pascale-Joanne Rabaud
- Costumes : Pascale-Joanne Rabaud
- Lumières : Geneviève Soubirou
- Musique : Sylvain Meyniac

### Distribution
- Jean Martin : Éric Métayer
- Gilbert Jardinier : Roland Marchisio
- Mathilde Martin : Cécile Arnaud
- Charlotte Martin : Diana Frank
- Inspecteur Tréguier : Daniel-Jean Colloredo
- Inspecteur Pontarlier : Gérard Caillaud
- Claude Mareuil : Didier Constant
- Le photographe : Laurent Montagner

## Adaptation québécoise
Run for Your Wife a également été adaptée en français québécois par Benoit Girard pour la Compagnie Jean Duceppe, sous le titre Haute Fidélité. La pièce tient l'affiche à Montréal en décembre 1985 avant d'être jouée en tournée en septembre et octobre 1986.

### Équipe créative
- Metteur en scène : Monique Duceppe
- Décor : Marcel Dauphinais
- Costumes : François Barbeau
- Lumières : Luc Prairie
- Musique : Richard Soly

### Distribution
- Jos Bleau : Michel Dumont
- Gustave Farmer : Claude Michaud
- Carmen Bleau : Louise Turcot
- Thérèse Bleau : Anouk Simard
- Sergent-détective Grand'Maison : Roger Lebel
- Sergent-détective Trottier : Jean Deschênes
- Jeannot Pépin : Jean-Guy Viau
- Le journaliste : Robert J.A. Paquette